# لیتل ازبی
لیتل ازبی (به انگلیسی: Little Asby) یک روستا در بریتانیا است که در کامبریا واقع شده‌است.